# Tây Ujimqin
Tây Ujimqin (bính âm: Xi Wūzhūmùqìn Qí, Hán Việt: Tây Ô Châu Mục Thấm kỳ) là một kỳ của minh Xilin Gol (Tích Lâm Quách Lặc), khu tự trị Nội Mông Cổ, Trung Quốc.

### Trấn
- Ba Lạp Dát Nhĩ Cao Lặc (巴拉嘎尔高勒镇)
- Ba Ngạn Hoa (巴彦花镇)
- Cát Nhân Cao Lặc (吉仁高勒镇)
- Cao Nhật Hãn (高日罕镇)
- Hạo Lặc Đồ Cao Lặc (浩勒图高勒镇)

### Tô mộc
- Ba Ngạn Hồ Thư (巴彦胡舒苏木)